# Efraín Barquero
Efraín Barquero (Teno,  3 de maio de 1931 – Providencia, 29 de junho de 2020) foi um poeta chileno.

## Prêmios
Barquero ganhou o Prêmio Nacional de Literatura do Chile em 2008.

## Morte
Morreu no dia 29 de junho de 2020 em Providencia, aos 89 anos.